# Francesco Silvestri (politico)
Francesco Silvestri (Roma, 8 aprile 1981) è un politico italiano, deputato alla Camera dal 23 marzo 2018 per il Movimento 5 Stelle, di cui è dal 18 ottobre 2022 capogruppo a Montecitorio, incarico già svolto come reggente nel 2019.

## Biografia
Nato l'8 aprile 1981 a Roma, diplomatosi all'istituto tecnico Commerciale Maffeo Pantaleoni di Frascati, ha frequentato la Facoltà di Scienze politiche all'Università degli Studi di Roma "La Sapienza" e lavorato al dipartimento della funzione pubblica.
Nel 2006 partecipa e diventa attivista dei primi meetup Amici di Beppe Grillo a Roma, sulla scia della quale nascerà nel 2009 il Movimento 5 Stelle (M5S) di Beppe Grillo e Gianroberto Casaleggio. In quegli anni, è tra i coordinatori della raccolta firme per il referendum abrogativo sul Lodo Alfano (legge che conferiva alle alte cariche dello Stato Italiane l'immunità).
Nel 2012 ha coordinato e curato l'ufficio stampa e la comunicazione del Movimento 5 Stelle di Roma in vista delle elezioni politiche e regionali nel Lazio del 2013.
Alle elezioni amministrative del 2013 si candida al consiglio comunale di Roma tra le liste del M5S, a sostegno del candidato sindaco Marcello De Vito, risultando non eletto. Si ricandida poi alle amministrative del 2016 come consigliere comunale all'Assemblea Capitolina, per portare, a detta sua, i temi del decentramento amministrativo e il contrasto al gioco d'azzardo nella Capitale.
Nel 2014 diventa assistente parlamentare del senatore M5S Giovanni Endrizzi. Nello stesso anno è promotore del comitato raccolta firme per un referendum contro l'Euro insieme al senatore Vito Crimi.
Nel 2016 partecipa attivamente alla campagna elettorale "Io dico no" per promuovere il "No" al referendum costituzionale sulla riforma Renzi-Boschi. Nello stesso anno inizia a lavorare con il sindaco di Roma Virginia Raggi, con la quale aveva già fondato il Movimento 5 Stelle Roma giovani.

### Elezione a deputato
Alle elezioni politiche del 2018 viene candidato alla Camera dei deputati, tra le liste del Movimento 5 Stelle nella circoscrizione Lazio 1 all'interno del collegio plurinominale Lazio 1 - 03, venendo eletto deputato alla Camera. Nella XVIII legislatura della Repubblica è stato componente della 1ª Commissione Affari Costituzionali e, brevemente, della 11ª Commissione Lavoro pubblico e privato, oltre a ricoprire nel gruppo parlamentare del Movimento 5 Stelle gli incarichi di vice-capogruppo nel 2018, vice-capogruppo vicario durante il governo Conte I, capogruppo reggente dal 2 ottobre al 12 dicembre 2019, tesoriere durante i governi Conte II e Draghi e infine, in seguito alle dimissioni per l'abbandono del Movimento 5 Stelle di Davide Crippa, capogruppo a tutti gli effetti il 29 luglio 2022.
Al Parlamento presenta una proposta di legge, poi recepita e approvata nel "Decreto Dignità", per vietare la pubblicità al gioco d'azzardo; una per regolamentare le attività delle lobbies, in seguito approvata dalla Camera dei deputati, ed una per accrescere i poteri di Roma Capitale. Per quest'ultima legge viene citato dalla stampa come "anello di congiunzione tra la sindaca Raggi e il Parlamento".
Nel 2018 organizza l'edizione dell’evento nazionale del Movimento 5 Stelle "Italia 5 Stelle", che si svolge al Circo Massimo di Roma. Nello stesso anno, con la vittoria alle primarie interne, viene eletto responsabile regionale del M5S per il Lazio.
Durante il periodo di Luigi Di Maio alla guida del Movimento 5 Stelle, oltre ad occuparsi del partito regionale, difende l'operato di Di Maio, e nello scontro tra lui e Giuseppe Conte all'interno del M5S fino all’ultimo lancia appelli all’unità: «Il Movimento 5 Stelle deve avere un’unica voce, non possiamo permetterci di avere canto e controcanto».
A luglio 2022 entra a far parte del Consiglio Nazionale del Movimento 5 Stelle.

### Capogruppo del M5S alla Camera

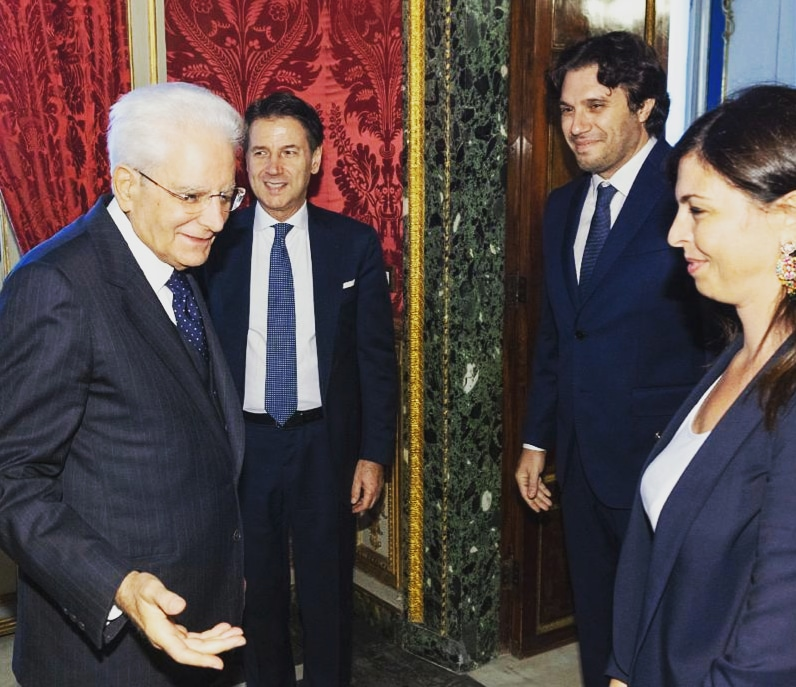
Francesco Silvestri con Barbara Floridia e il presidente del M5S Giuseppe Conte alle consultazioni al Quirinale col Presidente della Repubblica Sergio Mattarella

Alle elezioni politiche anticipate del 25 settembre 2022 viene ricandidato alla Camera dei deputati, venendo rieletto nel collegio plurinominale Lazio 1 - 03. Il 18 ottobre seguente, con voto unanime dell'assemblea di gruppo, viene rieletto Presidente del Gruppo Parlamentare e nominato da Giuseppe Conte responsabile dell'area "centro Italia" per le attività del Movimento.
Ripresenta la legge sulla regolamentazione delle lobbies, e una modifica per l'inasprimento delle pene per i reati alla sicurezza nei luoghi di lavoro.
Il 23 marzo 2023 viene approvata dalla Camera dei Deputati la sua proposta di legge per l'istituzione della Commissione Orlandi, che potrà finalmente fare luce sulla scomparsa di Emanuela Orlandi e Mirella Gregori.